# Side Eyeing Chloe
Chloe Clem (Utah, 30 de novembro de 2010), mais conhecida por seu apelido na Internet "Side Eyeing Chloe", é uma estadunidense e celebridade da Internet conhecida por sua expressão preocupada, que se tornou um popular meme da Internet em 2013.

## Primeiros anos
Chloe Clem nasceu em Utah em 30 de novembro de 2010, filha de David e Katie Clem, sendo esta última responsável por criar o canal da família no YouTube e postar vídeos nele. Ela apareceu pela primeira vez em um vídeo no canal da família, que foi enviado em 3 de outubro de 2011.

## História do meme
O meme originou-se do vídeo de 2013 no YouTube "Lily's Disneyland Surprise… AGAIN!". O vídeo mostra as irmãs Lily e Chloe Clem reagindo à notícia de uma viagem surpresa à Disneyland a caminho da escola de Lily. Enquanto Lily, a irmã mais velha, chora de alegria, Chloe aparece brevemente na câmera com uma expressão perturbada. O vídeo é uma continuação de outro semelhante lançado dois anos antes, que viralizou, alcançando mais de 19 milhões de visualizações em fevereiro de 2021.
Assim como seu antecessor, o vídeo se tornou viral, alcançando mais de 20 milhões de visualizações em fevereiro de 2021. A captura de tela da expressão perturbada de Chloe foi usada em vários memes no Tumblr e no Twitter. O meme foi remixado em diversos GIFs destacando as reações contrastantes, acumulando 895.700 interações em menos de um mês. "Side Eyeing Chloe" também foi usado como meme de photoshop, com a expressão de Chloe sendo adicionada a celebridades. A maioria desses memes editados foi publicada no blog do Tumblr “Chloe Queen of Everything”.
O BuzzFeed publicou um artigo sobre o meme em novembro de 2013, referindo-se a Chloe como "a padroeira do Tumblr" e "a rainha e deusa da internet". O artigo apresenta diversos exemplos dos memes editados, bem como vários GIFs.
Devido ao sucesso do meme, Chloe apareceu frequentemente no canal do YouTube de sua mãe, ao lado de sua irmã mais velha Lily.
Em 2017, Chloe e sua família viajaram para o Brasil, onde sua expressão facial foi amplamente divulgada nos escritórios do Google.
Ainda em 2017, Chloe e Lily começaram suas carreiras como modelos.
Em 2019, Chloe e sua mãe Katie apareceram em um episódio da série do BuzzFeed "I Accidentally Became A Meme", onde discutiram o meme e o impacto que ele teve em suas vidas.
Em 2021, a foto de "Side Eyeing Chloe" foi leiloada como um token não fungível (NFT) por 25 Ethereum.

## Filmografia

### Televisão
Em 2014, Chloe e sua mãe Katie participaram de um episódio de Eliana, lançado em 27 de abril de 2014, onde discutiram o meme "Side Eyeing Chloe".
Em 2021, Chloe e sua irmã Lily apareceram em dois episódios de The Beech Boys, um programa que satiriza a famosa banda de rock americana The Beach Boys.